# Музей історії міста Хмельницького
Музей історії міста Хмельницького є культурно-освітнім та науково-дослідницьким закладом, заснованим Хмельницькою міською радою 1996 року.

## Розташування
Розташований музей в колишній будівлі «Промбудбанку» (кінець 1960-х років), що на вул. Проскурівській, 30. Свої двері він відчинив на День міста у вересні 1996 року (головний архітектор-дизайнер проекту — член спілки дизайнерів України, засновник її обласного осередку, лауреат всеукраїнських конкурсів, хмельничанин Леонід Коваленко).

## Експозиція
Зали музею розповідають про часи утворення міста, його життя і побут у польсько-литовську добу, за часів Російської імперії, Радянської України; знайомлять з його містами-побратимами. Найсвітліша і простора зала музею віддана мистецтву. Тут з успіхом проходять, змінюючи одна одну, різножанрові художні та фотовиставки, що демонструють роботи художників та аматорів міста.   
Окремі розділи експозиції присвячені подіям Революції гідності та АТО (російсько-української війни). Поповнюється розділ, присвячений  Українській революції 1917-1921 років. 

«Ніч музеїв»: вуличне театралізоване дійство, влаштоване музеєм історії міста Хмельницького

Цікаві культурно-масові акції, що проводяться музеєм, вже кілька років поспіль виходять за стіни закладу назустріч відвідувачам і відбуваються просто неба в пішохідній зоні однієї з головних вулиць міста — вул. Проскурівської — за участі місцевих громадських організацій та творчих колективів міста.

Відзнака Хмельницької облдержадміністрації «За заслуги перед Хмельниччиною» з колекції фалеристики музею історії міста Хмельницького

 Колекція музейних предметів в кількості понад 5,5 тисячі одиниць є державним фондом і постійно поповнюється. Характерною ознакою музею є його дивовижна камерність, «домашність». Здається, що бабуся-історія почувається тут дуже затишно й органічно. Експонати, представлені в музеї, різні за характером та тематикою, але їх поєднує зв’язок з історією міста Хмельницького. Якнайкраще сфокусувати погляд відвідувачів на історії міста та наблизитись до неї у 2012 році допомагають нещодавно зібрана колекція місцевої фалеристики (нагрудних знаків, нагород, відзнак, значків, випущених у Хмельницькому) та експозиція ретрофотографії «Історія з сімейних альбомів», яка постійно поповнюється за безпосередньої участі відвідувачів.

## Філія
Музей історії міста має філію. У маленькому столітньому будинку на вулиці Шевченка, 3/1 оселилася історія Проскурівського підпілля. Враховуючи потужність місцевої підпільної організації та її значну антифашистську діяльність в окупаційні роки в місті Проскурові, 25 березня 1994 року за ініціативи ветеранів – членів Проскурівської окружної підпільно-партизанської організації та за підтримки тодішнього міського голови Михайла Чекмана відбулося відкриття музею Проскурівського підпілля. Подія ця була присвячена 50-річчю визволення міста. Через два роки музей став філією музею історії міста. Після капітального ремонту та реекспозиції у 2011 році 24 вересня в ознаменування Дня партизанської слави відкрились двері оновленого музею Проскурівського підпілля (автор проекту оновлення музею – член Національної спілки художників України Володимир Карвасарний).
Оновлена експозиція музею Проскурівського підпілля дає можливість учнівській молоді докладніше вивчити історію свого міста і дізнатися про його хоробрих захисників, які боролися за незалежність Проскурова, про партизанський рух і визволення рідної землі від німецьких нацистських загарбників. І сьогодні музей Проскурівського підпілля постійно поповнюється новими цікавими матеріалами про події Другої світової війни.